# Dyskografia Lily Allen
Dyskografia Lily Allen – brytyjskiej wokalistki popowej, składa się z czterech albumów studyjnych, dwóch minialbumów oraz dwudziestu trzech singli (w tym sześciu z gościnnym udziałem).
Wokalistka stała się znana dzięki koncie w serwisie Myspace, na którym od 2005 roku zamieszczała swoje piosenki demo. Wzrost popularności doprowadził do podpisana kontraktu z wytwórnią Regal Recordings. W marcu 2006 roku został wydany jej debiutancki singel „Smile”, który przez dwa tygodnie znajdował się na pierwszym miejscu listy UK Singles Chart. Debiutancki album Lily Allen, Alright, Still, został wydany 14 lipca 2008 roku. Uzyskał on status trzykrotnej platynowej płyty w Wielkiej Brytanii, platynowej płyty w Australii i Irlandii oraz złotej płyty w Kanadzie i Stanach Zjednoczonych. Był także nominowany do nagrody Grammy w kategorii Najlepszy Album Muzyki Alternatywnej. Następnymi singlami pochodzącymi z Alright, Still były „LDN”, „Littlest Things” i „Alfie” / „Shame for You”. 9 lutego 2009 roku piosenkarka wydała swój drugi studyjny album, It’s Not Me, It’s You, który zapewnił jej pierwszy w karierze numer jeden na liście bestselerów w Wielkiej Brytanii, Australii i Kanadzie. Singlem promującym nową płytę był „The Fear”, który zdobył status platynowej płyty w Australii i złotej płyty w Kanadzie. Następnymi singlami z albumu były „Not Fair”, „Fuck You”, „22” i „Who'd Have Known”. W 2009 roku wokalistka wydała także dwa minialbumy – F.U.E.P. oraz Paris Live Session. W 2010 roku wystąpiła gościnnie w singlu Professora Greena „Just Be Good to Green”, który zajął piąte miejsce na liście UK Singles Chart. Rok później Lily Allen wystąpiła wraz z Wiz Khalifą w singlu T-Paina „5 O’Clock”, który zapewnił jej pierwszy w karierze singel w pierwszej dziesiątce na liście Hot 100. 28 czerwca 2013 roku wydany został singel Pink „True Love”, w którym gościnnie wystąpiła Lily Allen. Uzyskał on status podwójnej platynowej płyty w Australii i platynowej płyty w Kanadzie. W tym samym roku wydany został singel „Somewhere Only We Know”, który promował trzeci album studyjny Lily, zatytułowany Sheezus, który zadebiutował na szczycie notowania UK Albums Chart. Drugi singel „Hard Out Here” uzyskał status platynowej płyty w Australii oraz złotej płyty w Niemczech i we Włoszech. Na następny singel wybrano utwór „Air Balloon”, który uplasował się w pierwszej dziesiątce na liście przebojów w Irlandii i w Wielkiej Brytanii. Uzyskał on także status złotej płyty w Australii. Kolejnymi singlami pochodzącymi z tego wydawnictwa były „Our Time”, „URL Badman” oraz „As Long as I Got You”.

## Albumy studyjne
| Rok                                                     | Dane dot. albumu                                                                                                | Najwyższe pozycje na listach | Najwyższe pozycje na listach | Najwyższe pozycje na listach | Najwyższe pozycje na listach | Najwyższe pozycje na listach | Najwyższe pozycje na listach | Najwyższe pozycje na listach | Najwyższe pozycje na listach | Najwyższe pozycje na listach | Najwyższe pozycje na listach | Najwyższe pozycje na listach | Najwyższe pozycje na listach | Najwyższe pozycje na listach | Najwyższe pozycje na listach | Najwyższe pozycje na listach | Najwyższe pozycje na listach | Najwyższe pozycje na listach | Najwyższe pozycje na listach | Certyfikat | Sprzedaż |
| Rok                                                     | Dane dot. albumu                                                                                                | GBR                          | AUS                          | AUT                          | BEL (FLA)                    | BEL (WAL)                    | CAN                          | FIN                          | FRA                          | DEU                          | IRL                          | ITA                          | NLD                          | NOR                          | NZL                          | POL                          | SWE                          | CHE                          | USA                          | Certyfikat | Sprzedaż |
| ------------------------------------------------------- | --- | ---------------------------- | ---------------------------- | ---------------------------- | ---------------------------- | ---------------------------- | ---------------------------- | ---------------------------- | ---------------------------- | ---------------------------- | ---------------------------- | ---------------------------- | ---------------------------- | ---------------------------- | ---------------------------- | ---------------------------- | ---------------------------- | ---------------------------- | ---------------------------- | --- | --- |
| 2006                                                    | Alright, Still - Wydany: 13 lipca 2006 - Wytwórnia: Regal, EMI - Format: CD, LP, digital download               | 2                            | 7                            | –                            | 24                           | 79                           | 21                           | –                            | 47                           | –                            | 6                            | 92                           | 27                           | 15                           | 22                           | –                            | 43                           | 53                           | 20                           | - UK: 3× platyna - AUS: platyna - CAN: złoto - FRA: złoto - IRL: platyna - NZL: złoto - USA: złoto                        | - Świat: 2 500 000+ - GBR: 1 117 604+ - AUS: 70 000+ - CAN: 50 000+ - NZL: 7 500+ - USA: 627 000+                |
| 2009                                                    | It’s Not Me, It’s You - Wydany: 4 lutego 2009 - Wytwórnia: Regal, Parlophone - Format: CD, LP, digital download | 1                            | 1                            | 21                           | 5                            | 22                           | 1                            | 11                           | 11                           | 17                           | 3                            | 41                           | 17                           | 26                           | 9                            | 35                           | 14                           | 6                            | 5                            | - UK: 3× platyna - AUS: 4× platyna - BEL: platyna - CAN: złoto - FRA: platyna - IRL: 2× platyna - NZL: złoto - CHE: złoto | - Świat: 2 000 000+ - GBR: 1 070 340+ - AUS: 70 000+ - CAN: 40 000+ - NZL: 7 500+ - CHE: 15 000+ - USA: 353 000+ |
| 2014                                                    | Sheezus - Wydany: 2 maja 2014 - Wytwórnia: Regal, Parlophone - Format: CD, LP, digital download                 | 1                            | 4                            | 23                           | 31                           | 35                           | 16                           | 32                           | 32                           | 20                           | 4                            | 32                           | 26                           | –                            | 9                            | –                            | –                            | 16                           | 12                           | - UK: złoto | - GBR: 113 054+                                                                                                  |
| 2018                                                    | No Shame - Wydany: 8 czerwca 2018 - Wytwórnia: Parlophone - Format: CD, LP, digital download                    | 8                            | 8                            | –                            | 41                           | –                            | –                            | –                            | 138                          | –                            | 20                           | –                            | 68                           | –                            | 40                           | –                            | –                            | 26                           | 168                          | | - GBR: 14 439+                                                                                                   |
| „–” oznacza, że album nie był notowany na danej liście. | |                              |                              |                              |                              |                              |                              |                              |                              |                              |                              |                              |                              |                              |                              |                              |                              |                              |                              | | |

## EP
| Rok  | Dane dot. albumu                                                                             |
| ---- | -------------------------------------------------------------------------------------------- |
| 2009 | F.U.E.P. - Wydany: 31 marca 2009 - Wytwórnia: Capitol Records - Format: Digital download     |
| 2009 | Paris Live Session - Wydany: 24 listopada 2009 - Wytwórnia: Regal - Format: Digital download |
| 2014 | Spotify Sessions - Wydany: 28 kwietnia 2014 - Wytwórnia: Regal - Format: Digital download    |
| 2018 | Spotify Singles - Wydany: 26 września 2018 - Wytwórnia: Regal - Format: Digital download     |

## Single
| Rok                                                      | Tytuł                                        | Najwyższe pozycje na listach | Najwyższe pozycje na listach | Najwyższe pozycje na listach | Najwyższe pozycje na listach | Najwyższe pozycje na listach | Najwyższe pozycje na listach | Najwyższe pozycje na listach | Najwyższe pozycje na listach | Najwyższe pozycje na listach | Najwyższe pozycje na listach | Najwyższe pozycje na listach | Najwyższe pozycje na listach | Najwyższe pozycje na listach | Najwyższe pozycje na listach | Najwyższe pozycje na listach | Najwyższe pozycje na listach | Najwyższe pozycje na listach | Najwyższe pozycje na listach | Certyfikat                                                        | Sprzedaż                                      | Album                 |
| Rok                                                      | Tytuł                                        | GBR                          | AUS                          | AUT                          | BEL (FL)                     | BEL (WAL)                    | CAN                          | DNK                          | FIN                          | FRA                          | DEU                          | IRL                          | ITA                          | NLD                          | NOR                          | NZL                          | SWE                          | CHE                          | USA                          | Certyfikat                                                        | Sprzedaż                                      | Album                 |
| -------------------------------------------------------- | -------------------------------------------- | ---------------------------- | ---------------------------- | ---------------------------- | ---------------------------- | ---------------------------- | ---------------------------- | ---------------------------- | ---------------------------- | ---------------------------- | ---------------------------- | ---------------------------- | ---------------------------- | ---------------------------- | ---------------------------- | ---------------------------- | ---------------------------- | ---------------------------- | ---------------------------- | ----------------------------------------------------------------- | --------------------------------------------- | --------------------- |
| 2006                                                     | „Smile”                                      | 1                            | 14                           | 39                           | 27                           | 33                           | 72                           | –                            | –                            | 16                           | 67                           | 6                            | 23                           | 19                           | –                            | 6                            | 38                           | 21                           | 49                           | - GBR: platyna - USA: złoto                                       | - GBR: 365 000+                               | Alright, Still        |
| 2006                                                     | „LDN”                                        | 6                            | 39                           | –                            | –                            | –                            | –                            | –                            | –                            | –                            | –                            | 21                           | –                            | –                            | –                            | 23                           | –                            | 88                           | –                            | - GBR: srebro                                                     |                                               | Alright, Still        |
| 2006                                                     | „Littlest Things”                            | 21                           | –                            | –                            | –                            | –                            | –                            | –                            | –                            | –                            | –                            | –                            | –                            | –                            | –                            | –                            | –                            | –                            | –                            |                                                                   |                                               | Alright, Still        |
| 2007                                                     | „Alfie”                                      | 15                           | –                            | –                            | –                            | –                            | –                            | –                            | –                            | –                            | –                            | 31                           | –                            | –                            | –                            | 15                           | –                            | –                            | –                            |                                                                   |                                               | Alright, Still        |
| 2007                                                     | „Shame for You”                              | 15                           | –                            | –                            | –                            | –                            | –                            | –                            | –                            | –                            | –                            | –                            | –                            | –                            | –                            | –                            | –                            | –                            | –                            |                                                                   |                                               | Alright, Still        |
| 2008                                                     | „The Fear”                                   | 1                            | 3                            | 20                           | 6                            | 5                            | 33                           | 20                           | 14                           | 15                           | 12                           | 5                            | –                            | 40                           | –                            | 14                           | 30                           | 14                           | 80                           | - GBR: platyna - AUS: platyna - CAN: złoto                        | - GBR: 560 000+ - AUS: 70 000+ - CAN: 40 000+ | It’s Not Me, It’s You |
| 2009                                                     | „Not Fair”                                   | 5                            | 3                            | 6                            | 15                           | 12                           | –                            | 34                           | –                            | –                            | 12                           | 3                            | 4                            | 9                            | –                            | 20                           | 26                           | 6                            | –                            | - GBR: platyna - AUS: platyna - CHE: złoto                        | - GBR: 450 000+ - AUS: 70 000+ - CHE: 15 000+ | It’s Not Me, It’s You |
| 2009                                                     | „Fuck You”                                   | 104                          | 23                           | 12                           | 1                            | 2                            | 37                           | –                            | 4                            | 14                           | 49                           | –                            | 9                            | 2                            | 4                            | –                            | 18                           | 5                            | 68                           | - GBR: srebro - AUS: złoto - BEL: złoto - FIN: złoto - CHE: złoto | - AUS: 35 000+ - FIN: 5 153 - CHE: 15 000+    | It’s Not Me, It’s You |
| 2009                                                     | „22”                                         | 14                           | 12                           | 54                           | 43                           | 34                           | –                            | –                            | –                            | –                            | 85                           | 12                           | –                            | 79                           | –                            | 28                           | –                            | 71                           | –                            | - GBR: srebro - AUS: złoto                                        | - AUS: 35 000+                                | It’s Not Me, It’s You |
| 2009                                                     | „Who'd Have Known”                           | 39                           | 54                           | –                            | –                            | –                            | –                            | –                            | –                            | –                            | –                            | –                            | –                            | –                            | –                            | –                            | –                            | –                            | –                            |                                                                   |                                               | It’s Not Me, It’s You |
| 2013                                                     | „Somewhere Only We Know”                     | 1                            | –                            | –                            | –                            | 22                           | –                            | –                            | –                            | 6                            | –                            | 1                            | –                            | –                            | –                            | –                            | –                            | 52                           | –                            | - GBR: platyna                                                    | - GBR: 485 000+                               | Sheezus               |
| 2013                                                     | „Hard Out Here”                              | 9                            | 14                           | 1                            | 24                           | 29                           | –                            | 36                           | –                            | 78                           | 2                            | 21                           | 17                           | 58                           | –                            | 14                           | –                            | 6                            | –                            | - AUS: platyna - DEU: złoto - ITA: złoto                          | - AUS: 70 000+ - DEU: 150 000+                | Sheezus               |
| 2014                                                     | „Air Balloon”                                | 7                            | 15                           | 68                           | –                            | –                            | –                            | –                            | –                            | –                            | 40                           | 8                            | –                            | –                            | –                            | 30                           | –                            | 65                           | –                            | - AUS: złoto                                                      | - AUS: 35 000+                                | Sheezus               |
| 2014                                                     | „Our Time”                                   | 43                           | 60                           | –                            | –                            | –                            | –                            | –                            | –                            | –                            | –                            | –                            | –                            | –                            | –                            | –                            | –                            | –                            | –                            |                                                                   |                                               | Sheezus               |
| 2014                                                     | „URL Badman”                                 | 93                           | –                            | –                            | –                            | –                            | –                            | –                            | –                            | –                            | –                            | –                            | –                            | –                            | –                            | –                            | –                            | –                            | –                            |                                                                   |                                               | Sheezus               |
| 2014                                                     | „As Long as I Got You”                       | –                            | 45                           | –                            | –                            | –                            | –                            | –                            | –                            | –                            | –                            | –                            | –                            | –                            | –                            | –                            | –                            | –                            | –                            |                                                                   |                                               | Sheezus               |
| 2017                                                     | „Trigger Bang” (gościnnie: Giggs)            | –                            | –                            | –                            | –                            | –                            | –                            | –                            | –                            | –                            | –                            | –                            | –                            | –                            | –                            | –                            | –                            | –                            | –                            |                                                                   |                                               | No Shame              |
| 2018                                                     | „Lost My Mind”                               | –                            | –                            | –                            | –                            | –                            | –                            | –                            | –                            | –                            | –                            | –                            | –                            | –                            | –                            | –                            | –                            | –                            | –                            |                                                                   |                                               | No Shame              |
| 2019                                                     | „What You Waiting For?” (gościnnie: Popcaan) | –                            | –                            | –                            | –                            | –                            | –                            | –                            | –                            | –                            | –                            | –                            | –                            | –                            | –                            | –                            | –                            | –                            | –                            |                                                                   |                                               | No Shame              |
| „–” oznacza, że singel nie był notowany na danej liście. |                                              |                              |                              |                              |                              |                              |                              |                              |                              |                              |                              |                              |                              |                              |                              |                              |                              |                              |                              |                                                                   |                                               |                       |

### Z gościnnym udziałem
| Rok                                                      | Tytuł                                      | Najwyższe pozycje na listach | Najwyższe pozycje na listach | Najwyższe pozycje na listach | Najwyższe pozycje na listach | Najwyższe pozycje na listach | Najwyższe pozycje na listach | Certyfikat                       | Sprzedaż        | Album                 |
| Rok                                                      | Tytuł                                      | GBR                          | AUS                          | IRL                          | NLD                          | NZL                          | USA                          | Certyfikat                       | Sprzedaż        | Album                 |
| -------------------------------------------------------- | ------------------------------------------ | ---------------------------- | ---------------------------- | ---------------------------- | ---------------------------- | ---------------------------- | ---------------------------- | -------------------------------- | --------------- | --------------------- |
| 2007                                                     | „Oh My God” (Mark Ronson)                  | 8                            | –                            | 21                           | –                            | –                            | –                            |                                  |                 | Version               |
| 2007                                                     | „Drivin' Me Wild” (Common)                 | 56                           | –                            | –                            | –                            | –                            | –                            |                                  |                 | Finding Forever       |
| 2009                                                     | „Beds Are Burning” (Różni artyści)         | –                            | –                            | –                            | –                            | –                            | –                            |                                  |                 | –                     |
| 2010                                                     | „Just Be Good to Green” (Professor Green)  | 5                            | 49                           | 17                           | 95                           | 32                           | –                            |                                  | - GBR: 230 000+ | Alive Till I'm Dead   |
| 2011                                                     | „5 O’Clock” (T-Pain oraz Wiz Khalifa)      | 6                            | 29                           | –                            | –                            | 27                           | 10                           | - AUS: złoto - CAN: platyna      | - AUS: 35 000+  | REVOLVEЯ              |
| 2013                                                     | „True Love” (Pink)                         | 16                           | 5                            | 23                           | 19                           | 14                           | 53                           | - AUS: 2× platyna - CAN: platyna | - AUS: 140 000+ | The Truth About Love  |
| 2017                                                     | „Cigarettes & Cush” (Stormzy oraz Kehlani) | 30                           | –                            | –                            | –                            | –                            | –                            |                                  |                 | Gang Signs & Prayer   |
| 2018                                                     | „Heaven’s Gate” (Burna Boy)                | –                            | –                            | –                            | –                            | –                            |                              |                                  |                 | Outside               |
| 2018                                                     | „Roll the Dice” (Shy FX oraz Stamina MC)   | –                            | –                            | –                            | –                            | –                            | –                            |                                  |                 | Raggamuffin SoundTape |
| „–” oznacza, że singel nie był notowany na danej liście. |                                            |                              |                              |                              |                              |                              |                              |                                  |                 |                       |

### Single promocyjne
| Rok                                                      | Tytuł               | Najwyższe pozycje na listach | Album                 |
| Rok                                                      | Tytuł               | GBR                          | Album                 |
| -------------------------------------------------------- | ------------------- | ---------------------------- | --------------------- |
| 2010                                                     | „Back to the Start” | –                            | It’s Not Me, It’s You |
| 2014                                                     | „Sheezus”           | 113                          | Sheezus               |
| 2014                                                     | „Bass Like Home”    | –                            | –                     |
| 2018                                                     | „Higher”            | –                            | No Shame              |
| 2018                                                     | „Three”             | –                            | No Shame              |
| „–” oznacza, że singel nie był notowany na danej liście. |                     |                              |                       |

## Pozostałe utwory

### Z gościnnym udziałem
| Rok  | Utwór                              | Album                                          | Uwagi                                          |
| ---- | ---------------------------------- | ---------------------------------------------- | ---------------------------------------------- |
| 2002 | „Who Invented Fish & Chips?”       | –                                              | Wokal wspierający w utworze Fat Les            |
| 2006 | „Lights Go Down”                   | Crazy Itch Radio                               | Wokal wspierający w utworze Basement Jaxx.     |
| 2006 | „Bongo Bong and Je Ne T’Aime Plus” | Rudebox                                        | Wokal wspierający w singlu Robbiego Williamsa. |
| 2007 | „Wanna Be”                         | Maths + English                                | Gościnny występ w utworze Dizzee Rascala.      |
| 2007 | „Everybody’s Changing”             | The Saturday Sessions: The Dermot O’Leary Show | Cover grupy Keane.                             |
| 2007 | „Don’t Get Me Wrong”               | Radio 1 Established 1967                       | Cover singla The Pretenders w BBC Radio 1.     |
| 2008 | „Never Miss a Beat”                | Off with Their Heads                           | Wokal wspierający w singlu Kaiser Chiefs.      |
| 2008 | „Always Happens Like That”         | Off with Their Heads                           | Gościnny występ w utworze Kaiser Chiefs.       |
| 2009 | „Straight to Hell”                 | War Child Presents Heroes                      | Gościnny występ razem z Mickiem Jonesem.       |
| 2014 | „Shelter You”                      | Tarka & Friends: Life                          | Gościnny występ wraz z Louisem Eliotem.        |
| 2014 | „King Many Layers”                 | The Boy In The Hood Mixtape                    | Gościnny występ w utworze Fryarsa.             |
| 2015 | „Something’s Not Right”            | Pan: Original Motion Picture Soundtrack        | Utwory do filmu Pan                            |
| 2015 | „Little Soldier”                   | Pan: Original Motion Picture Soundtrack        | Utwory do filmu Pan                            |

### Notowane na listach
| Rok                                                      | Tytuł                                    | Najwyższe pozycje na listach | Najwyższe pozycje na listach | Najwyższe pozycje na listach | Najwyższe pozycje na listach | Album                 |
| Rok                                                      | Tytuł                                    | GBR                          | FRA                          | DEU                          | CHE                          | Album                 |
| -------------------------------------------------------- | ---------------------------------------- | ---------------------------- | ---------------------------- | ---------------------------- | ---------------------------- | --------------------- |
| 2006                                                     | „Cheryl Tweedy”                          | 153                          | –                            | –                            | –                            | Alright, Still        |
| 2006                                                     | „Absolutely Nothing”                     | 136                          | –                            | –                            | –                            | Alright, Still        |
| 2009                                                     | „Everyone’s at It”                       | 117                          | –                            | –                            | –                            | It’s Not Me, It’s You |
| 2013                                                     | „Dream a Little Dream” (Robbie Williams) | 144                          | 160                          | 88                           | 67                           | Swings Both Ways      |
| 2014                                                     | „L8 CMMR”                                | –                            | –                            | –                            | –                            | Sheezus               |
| „–” oznacza, że singel nie był notowany na danej liście. |                                          |                              |                              |                              |                              |                       |

## Teledyski
| Rok  | Singel                   | Reżyser                                           |
| ---- | ------------------------ | ------------------------------------------------- |
| 2006 | „Smile”                  | Sophie Muller                                     |
| 2006 | „LDN”                    | Nima Nourizadeh                                   |
| 2006 | „Littlest Things”        | Nima Nourizadeh                                   |
| 2007 | „Alfie”                  | Sarah Chatfield                                   |
| 2007 | „Oh My God”              | Nima Nourizadeh                                   |
| 2007 | „Drivin’ Me Wild”        | Chris Robinson                                    |
| 2008 | „The Fear”               | Nez                                               |
| 2009 | „Not Fair”               | Melina Matsoukas                                  |
| 2009 | „Fuck You”               | Arnaud Boutin, Camille Dauteuille, Clement Dozier |
| 2009 | „22”                     | Jake Scott                                        |
| 2009 | „Who’d Have Known”       | James Caddick                                     |
| 2010 | „Just Be Good to Green”  | Henry Scholfield                                  |
| 2013 | „Hard out Here”          | Christopher Sweeney                               |
| 2013 | „Somewhere Only We Know” | –                                                 |
| 2013 | „True Love”              | Sophie Muller                                     |
| 2014 | „Air Balloon”            | That Go                                           |
| 2014 | „Our Time”               | Christopher Sweeney                               |
| 2014 | „Sheezus”                | Ruffmercy                                         |
| 2014 | „URL Badman”             | The Sacred Egg                                    |
| 2014 | „As Long as I Got You”   | Christopher Sweeney                               |
| 2017 | „Going to a Town”        | Bafic                                             |
| 2018 | „Trigger Bang”           | Myles Whittingham                                 |
| 2018 | „Lost My Mind”           | Myles Whittingham                                 |